# Werner Röhl
Werner Röhl (* 15. Dezember 1938 in Köslin) ist ein ehemaliger deutscher Fußballspieler im Sturm. Er spielte für den ASK Vorwärts Berlin in der DDR-Oberliga.

## Karriere
Röhl spielte 1960 für den ASK Vorwärts Berlin in der Oberliga. In dieser Saison kam er zweimal zum Einsatz. Sein Debüt feierte er am 4. September 1960, als er am 15. Spieltag gegen den SC Einheit Dresden in der Startelf stand. Beim 6:1-Sieg gelang ihm in der 43. Minute auch sein erster und einziger Treffer in der Oberliga. Der ASK Vorwärts Berlin wurde am Ende der Saison DDR-Meister. In der Nachwuchsoberliga gewann der ASK Vorwärts mit ihm ebenfalls 1960 die Meisterschaft. Von 1961 bis 1964 spielte Röhl bei der ASG Vorwärts Neubrandenburg. In der DDR-Liga erzielte er 1962/63 elf und 1963/64 sechs Tore. Danach kam er zum DDR-Ligisten SC Cottbus. Er absolvierte in der Saison 1963/64 noch vier Spiele, in denen ihm vier Tore gelangen. In den folgenden zwei Spielzeiten kam er auf 23 und 21 Partien mit fünf und sechs Treffern. Röhl blieb auch nach der Neugründung der BSG in Cottbus, kam in der Saison 1966/67 jedoch nur noch auf drei Einsätze in der ersten Mannschaft und spielte häuft bei der Reserve mit. Auch in der folgenden Spielzeit wurde er nur acht Mal eingesetzt. 1968 wechselte Röhl für ein Jahr zur TSG Wismar, die ebenfalls in der DDR-Liga spielten. Anschließend ging er zur BSG Aktivist Kali Werra Tiefenort, wo er bis 1971 blieb und mit der er wieder in der DDR-Liga spielte.